# Rhomphaea ceraosus
Rhomphaea ceraosus là một loài nhện trong họ Theridiidae.
Loài này thuộc chi Rhomphaea. Rhomphaea ceraosus được miêu tả năm 1991 bởi Zhu & Da-xiang Song.